# Johannes Bugenhagen der Jüngere

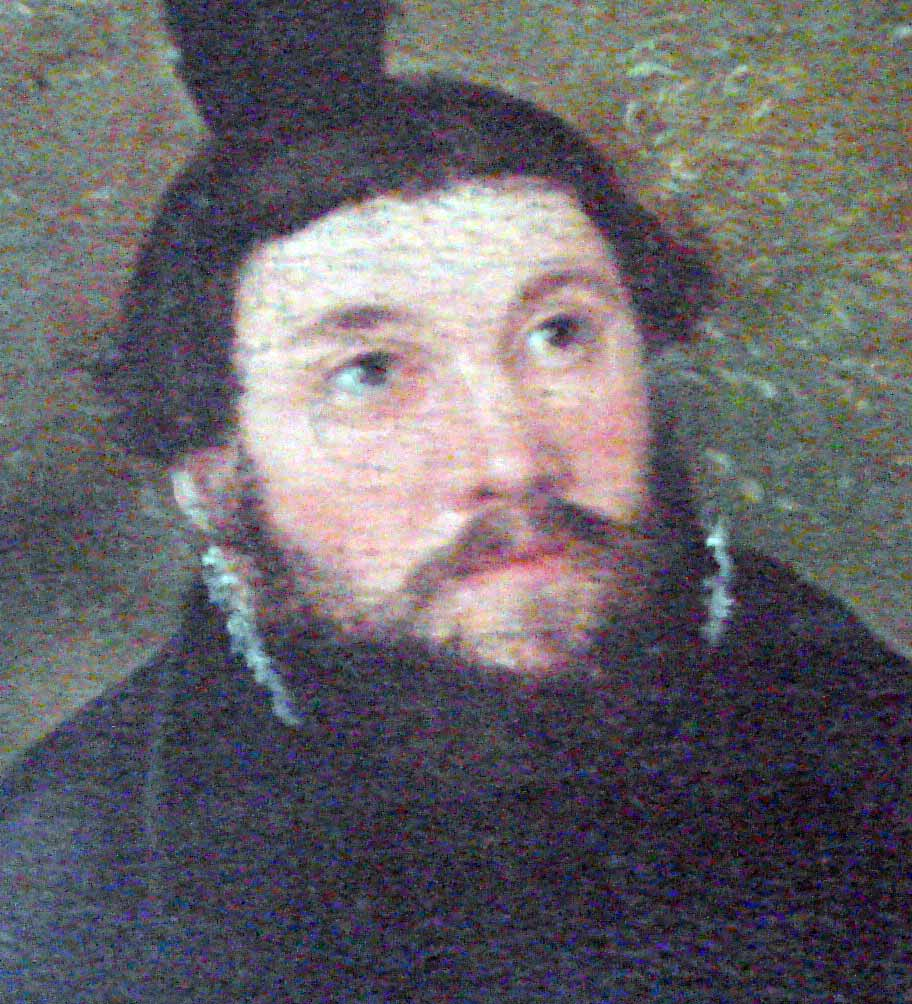
Johannes Bugenhagen d. J.

Johannes Bugenhagen der Jüngere (*  31. Dezember 1527 in Wittenberg; † 12. Februar 1594 ebenda) war ein deutscher lutherischer Theologe.

## Leben
Johannes Bugenhagen lebte Ende 1527 mit seiner jungen Familie im Haus Martin Luthers, wo man sich gegenseitig stützte und in der schweren Zeit die Alltagsprobleme bewältigte. Im selben Jahr war durch den Tod der Schwester seines Vaters, Hanna (am 2. November 1527 in Wittenberg im Wochenbett an der Pest), ein bedauernswerter Trauerfall in der Familie eingetreten. Hanna war seit dem 6. Dezember 1525 mit Georg Rörer verheiratet gewesen, und der junge Vater und Witwer fand nun ebenfalls im Hause Luthers Aufnahme. Walpurga Bugenhagen, die Tochter des Torgauer Bürgers Peter Trillert, war in dieser Zeit hochschwanger, und Luthers Frau Katharina von Bora brachte nur wenige Tage vor Johannes Bugenhagens Geburt die Tochter Elisabeth am 10. Dezember 1527 zur Welt.
Walpurga Bugenhagens Entbindung von ihrem Sohn Johannes am 31. Dezember 1527 war für Luther der Anlass, Jacob Probst in Bremen das Ereignis mitzuteilen. Zwar schien die Gefahr der Pest vorbei, dennoch trat nun im Hause Bugenhagen eine erneute Erkrankung der Kinder auf. Der ältere Bugenhagen sah sich in einer ausweglosen Situation, der er nicht gewachsen war. Daher legte er als gläubiger Christ die Geschicke seiner beiden Söhne in die Hand Gottes und betete für deren Gesundung. Zwei Söhne Wittenberger Pfarrer starben, Bugenhagens ältester Sohn Michael und der Sohn des Diakons der Wittenberger Stadtkirche Johann Mantel am 26. April 1528.
Im selben Jahr wurde Bugenhagen nach Braunschweig berufen, um dort eine Kirchenordnung auszuarbeiten. Seine Frau Walburga und die Tochter Sara begleiteten ihn dorthin und weiter nach Hamburg und Lübeck. Danach weilte der Vater gemeinsam mit seiner Familie noch in Dänemark, am Hof des dortigen Königs.
Johannes Bugenhagen d. J. wird seine erste Bildung wohl von seinem Vater genossen haben, zumal während des Aufenthalts in Dänemark 1537–1539, und dann sowohl an der Wittenberger Stadtschule als auch im Kreise der Reformatoren. Bereits am 17. April 1552 konnte er so seinen ersten akademischen Titel als Baccalaureus der Sieben Freie Künste erwerben, und zwar erstaunlicherweise ein Jahr bevor er sich offiziell an der Universität Wittenberg am 7. Juli 1553 immatrikuliert hatte. Kurz darauf, am 3. August 1553, erwarb er den Magistergrad in den philosophischen Grundwissenschaften und konnte bald Vorlesungen an der Universität halten.
Nachdem er sich am 1. Juni 1556 mit (Anna-)Maria, der Tochter des Torgauer Bürgers Andreas Stolp, vermählt hatte, wurde an der philosophischen Fakultät ein Lehrstuhl für hebräische Sprache eingerichtet. Diesen übernahm als erster der jüngere Bugenhagen am 22. Januar 1557 und erhielt dafür eine Vergütung von 40 Gulden, um Repetitionskurse im Hebräischen zu halten. Dabei erteilte er in dieser Sprache Elementarunterricht, in dem er seinen Schülern die Grammatiken des Sebastian Münster und des Johann Isaak erklärte und alttestamentliche Bücher auslegte. Nachdem er im Wintersemester 1565/66 Dekan der philosophischen Fakultät gewesen war, versah er ab am 3. März 1560 das Amt des zweiten Predigers an der Wittenberger Schlosskirche.
Am 5. März 1565 richtete die philosophische Fakultät eine besondere, für Theologiestudenten bestimmte Lektion über Melanchthons Examen ordinandorum ein und übertrug diese ihrem Dekan Johannes Bugenhagen. Das Examen war zuerst in deutscher Sprache in der mecklenburgischen Kirchenordnung von 1552 erschienen. Schon zur Zeit Luthers und Melanchthons war ein Magister als catecheta ordinandorum, also der Kandidaten, denen das Predigtamt aufgetragen werden sollte, angestellt. Katechet und Kompendium sollten hauptsächlich für die „armen gemeinen Ordinanden, so nicht viel Latein studieret und zu Dorfprediger berufen waren“, da sein. Die Wittenberger Universität empfahl 1577 Melanchthons Examen ordinandorum allen gelehrten Predigern und Theologen zu eingehendem Studium. Wohl auch deshalb lagen zu dieser Zeit schon Unterricht und Prüfung ganz in der Hand der theologischen Fakultät. Dergestalt zur Theologie hingeführt, wurde Bugenhagen am 18. März 1570 in die theologische Fakultät aufgenommen, absolvierte am 5. Mai das Lizentiat und erwarb sich am 11. Mai 1570, gemeinsam mit Caspar Cruciger der Jüngere, Christoph Pezel, Heinrich Moller, Friedrich Widebram und Nikolaus Selnecker den theologischen Doktorgrad.
Auffällig an Bugenhagen ist, dass er trotz aller konfessionellen Auseinandersetzungen unbeschadet blieb. Obwohl man alle Theologen, die der Position der Philippisten anhingen, 1574 als Kryptocalvinisten vertrieben hatte, blieb er als einziger Theologe auf seinem Lehrstuhl, weil er die Torgauer Artikel (1574) unterschrieben hatte. Nachdem Georg Major verstorben war, übernahm 1580 Bugenhagen dessen unbesetzten Lehrstuhl und wurde, nachdem er schon 1577 das Amt des Dekans der theologischen Fakultät bekleidet hatte, nun abermals in diese Position eingeführt. Ebenfalls war er im Wintersemester 1568 und 1575 Rektor der Universität. Nach dem Tod von Matthäus Blöchinger wurde er am 7. März 1585 Propst sowie Superintendent in Kemberg und übernahm das Subrektorat der Universität im Wintersemester 1584. Da er weitgehend erblindet war und seit 1590 keine Predigten mehr halten konnte, gab er aus Altersgründen 1592 das Amt des Propstes auf und kehrte ins Privatleben nach Wittenberg zurück, wo er 1594 verstarb.

## Familie
Bugenhagen war zwei Mal verheiratet. Seine erste Ehe schloss er am 1. Juni 1556 in Wittenberg mit Anna Stolp, die Tochter des Torgauer Bürgers Andreas Stolp († -1556). Aus der ersten Ehe sind Kinder bekannt.
- Katharina Bugenhagen heiratete am 29. Mai 1581 Hieronymus Hippolyt aus Hildesheim.
- Johannes Bugenhagen III. (* 29. April 1560 in Wittenberg; † 14. November 1594 in Bleddin)
- Maria Bugenhagen I (* 1. August 1561 in Wittenberg; † vor 1567)
- Martha Bugenhagen (* 1. August 1561 in Wittenberg)
- Elisabeth Bugenhagen I. (* 1. Juli 1563 in Wittenberg; † 12. Juli 1564 in Wittenberg)
- Maria Bugenhagen (* 1567; † 28. August 1580 in Wittenberg) und
- Elisabeth Bugenhagen II. (* 8. Juni 1568 in Wittenberg)

Nachdem seine erste Frau am 7. Oktober 1580 gestorben war, heiratete er am 8. Juli 1582 in Wittenberg Magarethe, die Tochter des Notars Friedrich Drachstedt (* 1529 in Eisleben; † 8. Mai 1600 in Wittenberg) aus Wittenberg und dessen erster Frau Magarethe, die Tochter des Georg Major und der Magarethe von Mochau († 10. Oktober 1577).
Aus der Ehe stammen scheinbar Margaretha Bugenhagen (* Kemberg, Taufpatin in Wittenberg) und Friedrich Bugenhagen (immatr. 30. September 1593 UWB). Vielleicht sind dies auch Kinder von Johannes Bugenhagen III. Nach dem Tod von Bugenhagen verheiratete sich seine zweite Frau am 19. Oktober 1596 in Wittenberg wieder mit Magister Johannes Knorr aus Hanau.

## Werke
- Consilia theologia